# Amelie Kober
Amelie Kober (Bad Aibling, 16 novembre 1987) è un'ex snowboarder tedesca.

## Biografia
Specialista di gigante parallelo e slalom parallelo, ha esordito in Coppa del Mondo di snowboard il 10 gennaio 2004 a l'Alpe d'Huez, in Francia.

## Palmarès

### Olimpiadi
- 2 medaglie:
  - 1 argento (slalom gigante parallelo a Torino 2006)
  - 1 bronzo (slalom parallelo a Soči 2014)

### Mondiali
- 3 medaglie:
  - 1 argento (slalom gigante parallelo a Arosa 2007)
  - 2 bronzi (slalom gigante parallelo, slalom parallelo a Stoneham 2013)

### Mondiali juniores
- 2 medaglie:
  - 2 argenti (slalom gigante parallelo a Klínovec 2004; slalom gigante parallelo a Zermatt 2005)

### Coppa del Mondo
- Miglior piazzamento nella Coppa del Mondo generale di snowboard: 3ª nel 2009
- Vincitrice della Coppa del Mondo di parallelo nel 2009
- Miglior piazzamento nella Coppa del Mondo di slalom parallelo: 2ª nel 2013
- Miglior piazzamento nella Coppa del Mondo di slalom gigante parallelo: 13ª nel 2013
- 21 podi:
  - 12 vittorie
  - 7 secondi posti
  - 2 terzi posti

#### Coppa del Mondo - vittorie
| Data             | Luogo        | Paese       | Disciplina |
| ---------------- | ------------ | ----------- | ---------- |
| 13 ottobre 2006  | Landgraaf    | Paesi Bassi | PSL        |
| 12 ottobre 2007  | Landgraaf    | Paesi Bassi | PSL        |
| 7 gennaio 2009   | Kreischberg  | Austria     | PSL        |
| 22 febbraio 2009 | Stoneham     | Canada      | PGS        |
| 26 febbraio 2009 | Sunday River | Stati Uniti | PGS        |
| 15 marzo 2009    | La Molina    | Spagna      | PGS        |
| 22 marzo 2009    | Valmalenco   | Italia      | PGS        |
| 9 ottobre 2007   | Landgraaf    | Paesi Bassi | PSL        |
| 6 febbraio 2010  | Sudelfeld    | Germania    | PGS        |
| 17 marzo 2012    | Valmalenco   | Italia      | PGS        |
| 11 gennaio 2013  | Bad Gastein  | Austria     | PSL        |

Legenda:

PGS = Slalom gigante parallelo

PSL = Slalom parallelo